# VectorLinux
VectorLinux ist eine auf Slackware basierende Linux-Distribution aus Vancouver (Kanada). Die Distribution wird von Robert S. Lange, seiner Ehefrau Cara Leah Lange und Darrell Stavem entwickelt und läuft auf x86-kompatiblen PC-Systemen (u. a. IBM-kompatiblen PCs) ab i586. Die Distribution hat das Ziel, ein einfach und klein gehaltenes Linux zu bieten und den Benutzer entscheiden zu lassen, was das Betriebssystem machen soll. Das Betriebssystem ist in verschiedenen Varianten erhältlich und für kleinere Desktops bis zu Servern einsetzbar.

## Editionen
Es werden vier Editionen von VectorLinux angeboten: SOHO, Standard, Light und Live.

### SOHO Edition
Die SOHO (Small Office / Home Office) Edition ist für moderne Computer konzipiert und basiert auf der KDE Software Compilation 4 Desktop-Umgebung. Zu den Anwendungen gehören LibreOffice, Java, GIMP, Xsane, CUPS, Xara Xtreme, Finanz-Anwendungen und weitere. Eine Deluxe-Edition von SOHO, die zusätzliche Anwendungen enthält, ist ebenfalls verfügbar.

### Standard Edition
Standard Edition ist eine Ausgabe auf Basis von Xfce und speziell für den Einsatz auf älteren Computern mit langsameren Prozessoren und weniger RAM (ab 128 Mebibyte) ausgelegt.
Die kostenpflichtige „Deluxe“-Version enthält zusätzlich zur Standard-Edition viele Zusatzpakete, wie beispielsweise KDE oder das Office-Paket OpenOffice.org. Die CD enthält viele zusätzliche Anwendungen.

### Light Edition
Die Light Edition ist für ältere Computer mit begrenztem Festplattenplatz ausgelegt. Sie basiert auf den ressourcensparenden Fenstermanagern LXDE, JWM, und Fluxbox und läuft bereits ab 64 Mebibyte RAM. Somit ist sie beispielsweise vergleichbar mit der Linux-Distribution Damn Small Linux.
Sie wird mit Opera als Browser / E-Mail / Chat-Client geliefert und enthält einige der Anwendungen aus der Standard Edition. Weitere Anwendungen stehen über den Paketmanager oder durch Kompilieren durch den Benutzer zur Verfügung. Die Light Edition ist auch einsetzbar auf Computern mit nur 64 MB RAM.

### Live Edition
Die Live-Editionen sind bootfähige CD-ROMs und ermöglichen dem Benutzer das Testen der Distribution, ohne sie auf der Festplatte installieren zu müssen. Man kann VectorLinux jedoch auch aus der Live-Edition-CD installieren. VectorLinux hat derzeit zwei Live-Editionen: Standard- und SOHO. Die neueste Ausgabe ist eine Vorschau auf die Deluxe Edition.

## Versionsgeschichte
| Version | Codename  | Datum              |
| ------- | --------- | ------------------ |
| 1.0     |           | 28. Juni 2000      |
| 2.0     |           | 20. Juni 2001      |
| 2.5     |           | 2. April 2002      |
| 3.2     |           | 5. Februar 2003    |
| 4.0     |           | 7. Oktober 2003    |
| 4.3     |           | 19. September 2004 |
| 5.0.1   |           | 27. Februar 2005   |
| 5.1     |           | 26. Juli 2005      |
| 5.1.1   |           | 23. Januar 2006    |
| 5.1.2   |           | 12. Juni 2006      |
| 5.8     | „Santa“   | 18. Dezember 2006  |
| 5.9     |           | 21. Dezember 2007  |
| 6.0     | „Voyager“ | 22. Februar 2009   |
| 7.0     | „GG“      | 27. November 2011  |
| 7.1     |           | 28. Juni 2015      |